# Писарева Воля
Писарева Воля (укр. Писарева Воля) — село в Овадновской сельской общине Владимирского района Волынской области Украины.
Население по переписи 2001 года составляет 21 человек. Почтовый индекс — 44721. Телефонный код — 3342. Занимает площадь 0,239 км².